# Big Bend (South Dakota)

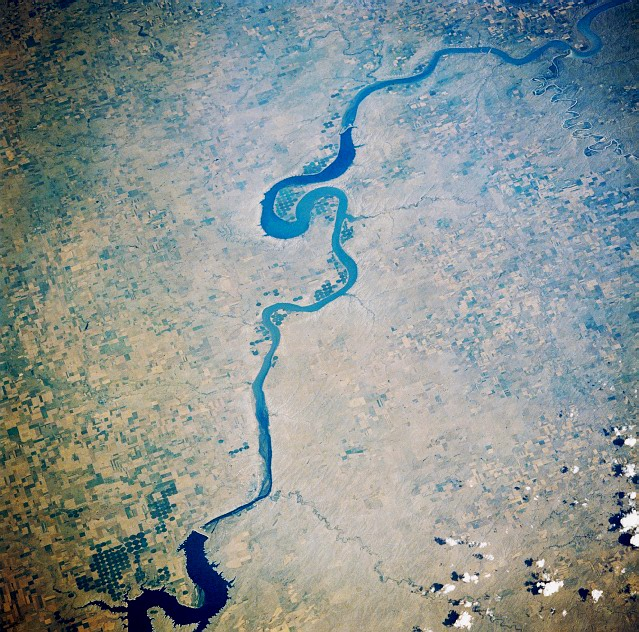
Big Bend, den stora kröken i Missourifloden sedd norrifrån

Big Bend, tidigare Grand Detour, är det ställe i Missourifloden där floden har en så extremt kraftig krökning att man även om man följer med strömmen ändå en stund färdas mot samma väderstreck som man kommit ifrån. En bit längre norrut finns ytterligare en stor flodkrök vid den konstgjorda sjön Lake Sharpe. Den kröken fanns dock redan innan Big Bend Dam byggdes (dammen syns tydligt i bildens nedre del).